# Häuptlingstitel in Palau
Traditionelle Häuptlingstiel in  Palau gibt es in den States of Palau, den verschiedenen Verwaltungseinheiten Palaus. Zusätzlich wurden ab dem 1. Januar 1981 in der Verfassung von Palau gewählte State governors of Palau nach westlichem Vorbild installiert.

## Häuptlingstitel

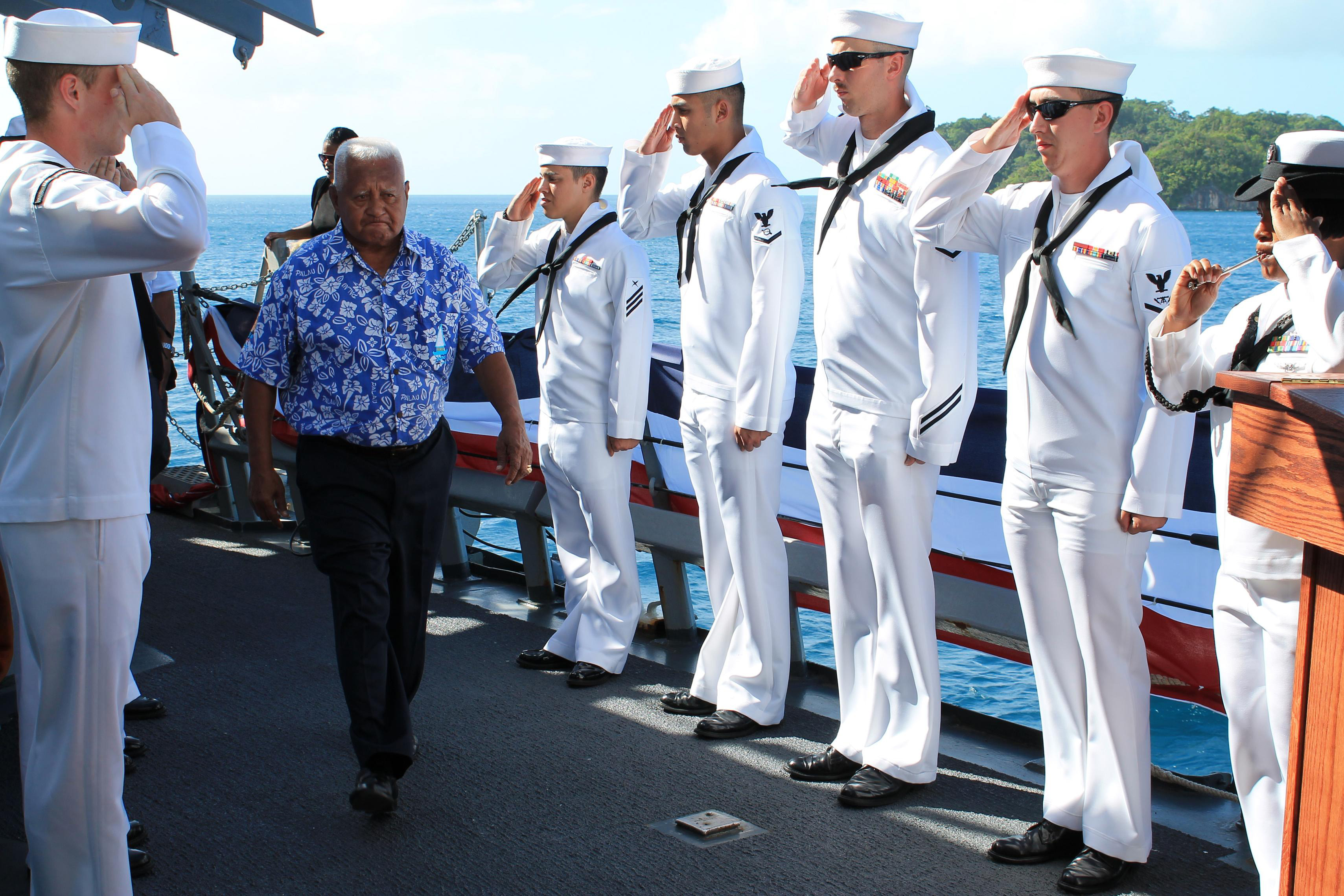
Seeleute salutieren dem Reklai von Melekeok Raphael B. Ngirmang, 2013

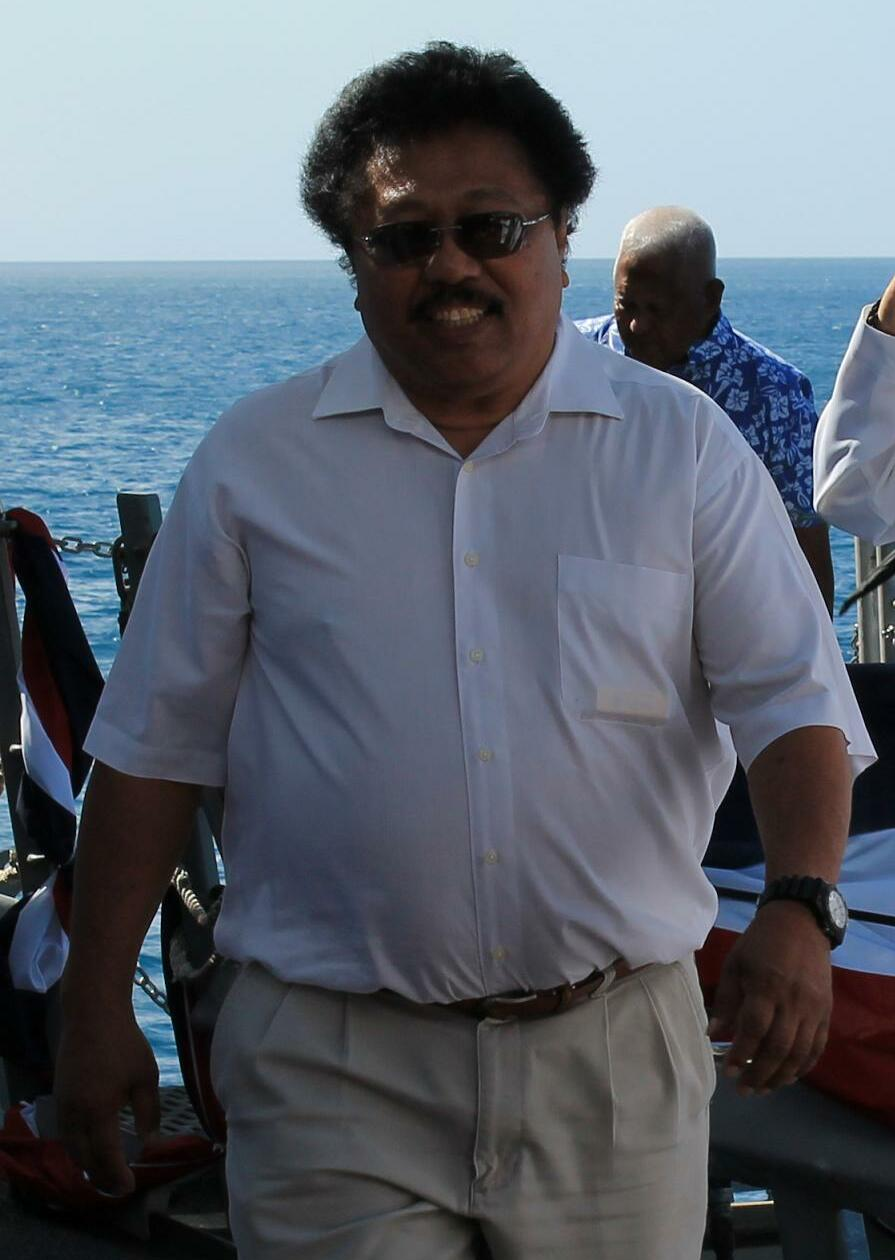
Der frühere Ibedul von Koror Yutaka Gibbons 2013. Seine Schwester ist die Bilung Gloria Salii und der Bruder ist der derzeitige Ibedul Alexander Merep.

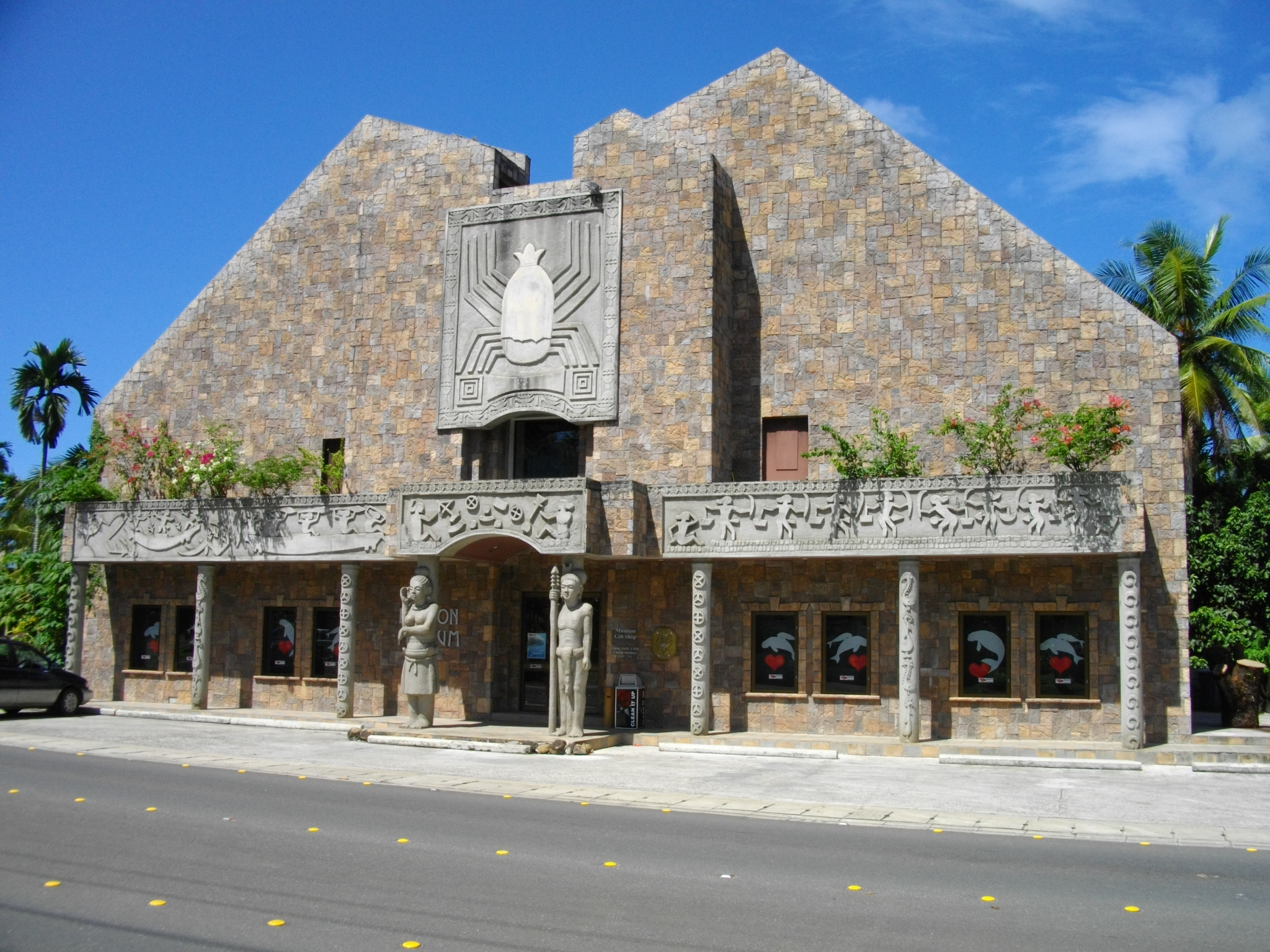
Das Etpison Museum wurde nach dem früheren Präsidenten und Rekemesik of Ngatpang Ngiratkel Etpison benannt. Dessen Bruder Yukiwo ist der Rengulbai of Aimeliik und sein Sohn Shallum ist der Uchelsias of Ngesias in Peleliu.

| Titel                   | Staat             | Amtsinhaber            | Vorgänger              | Anmerkungen                                                                    |
| Council of Chiefs       | Council of Chiefs | Council of Chiefs      | Council of Chiefs      | Council of Chiefs                                                              |
| ----------------------- | ----------------- | ---------------------- | ---------------------- | ------------------------------------------------------------------------------ |
| Beouch                  | Ngardmau          | Vakant                 | Sakaziro Demk          |                                                                                |
| Heimong                 | Hatohobei         | Vakant                 |                        |                                                                                |
| Ibedul                  | Koror             | Alexander Merep        | Yutaka Gibbons         | Nachfolgestreit um die Sukzession Ibedul.                                      |
| Maderngebuked           | Ngaraard          | Thomas Remengesau, Jr. | Thomas Remengesau, Sr. |                                                                                |
| Ngirakebou              | Ngchesar          | Vakant                 | Roman Bedor            |                                                                                |
| Ngiraked                | Airai             | Yukiwo P. Dengokl      | Johnson Toribiong      |                                                                                |
| Ngirturong              | Ngeremlengui      | John Sugiyama          | Yamakazaki Rengiil     |                                                                                |
| Nurap                   | Sonsorol          | Nicholas Aquino        |                        |                                                                                |
| Obak                    | Peleliu           | Vakant                 | Isao Singeo            |                                                                                |
| Rdechor                 | Kayangel          | Isimang Bandarii       |                        |                                                                                |
| Rekemesik               | Ngatpang          | Surangel S. Whipps     | Ngiratkel Etpison      | Titel angefochten durch Uchelsias Shallum Etpison, Sohn von Ngiratkel Etpison. |
| Reklai                  | Melekeok          | Raphael B. Ngirmang    |                        |                                                                                |
| Rengulbai               | Aimeliik          | Yukiwo Etpison         |                        |                                                                                |
| Ucherbelau              | Angaur            | Lorenso Edward         |                        |                                                                                |
| Uongerchetei            | Ngerchelong       | Mathias Erbai          | Victor Joseph          |                                                                                |
| Uongruious              | Ngiwal            | Vakant                 | Paulus Wong            |                                                                                |
| Weitere Häuptlingstitel |                   |                        |                        |                                                                                |
| Bilung                  | Koror             | Gloria Salii           |                        | Die weibliche Pendant zum Ibedul und höchstrangige Häuptling.                  |
| Ngiraikelau             | Koror             | Franco Gibbons         |                        | zweithöchster Häuptling in Koror.                                              |
| Uchelsias               | Peleliu           | Shallum Etpison        | Yukiwo Shmull          | Häuptling spezifisch für Ngesias, die zentrale Siedlung von Peleliu.           |

## Ibedul
Ibedul ist der Titel des Oberhäuptlings (Paramount chief, high chief) von Koror. Er ist zugleich Oberster des Idid-Clans. Koror ist die bevölkerungsreichste Verwaltungseinheit Palaus und beherbergte im Jahr 2020 etwa 64 % der Gesamtbevölkerung. Die Träger des Titels „Ibedul“ wurden oft fälschlicherweise als „Kings of Pelew“ bezeichnet, obwohl sie nicht die Hoheit über das ganze Gebiet des heutigen Palau hatten.
Eine historische Schreibweise, die wohl fälschlicherweise als Name gedeutet wurde, ist Abba Thulle.

### Liste der Ibeduls
| Porträt | Name            | Amtszeit |
| ------- | --------------- | --- |
|         | „Abba Thulle“   | bl. 1783 Abba Thulle war Ibedul von Koror. Der Seefahrer Henry Wilson und seine Crew trafen ihn bei ihrer Reise nach Palau 1783. Sein zweiter Sohn Prince Lee Boo wurde der erste Mensch von den pazifischen Inseln, der Großbritannien besuchte. Er verstarb jedoch sechs Monate nach seiner Abreise. Kapitän John McCluer brachte die Nachricht vom Tod des „Prinzen“, als er später die Inseln besuchte. William Lisle Bowles verfasste ein Gedicht über ihn mit dem Titel Abba Thule’s Lament For His Son Prince Le Boo („Abba Thulles Klage um seinen Sohn Prinz Le Boo“). Ein Pferd wurde nach ihm benannt, das 1790 den Doncaster Cup gewann. |
|         | „Abba Thulle“   | bl. um 1845 Andrew Cheyne schrieb 1852 über seine Begegnung mit Abba Thulle im Buch A description of islands in the western Pacific ocean, north and south of the equator. |
|         | Ilengelekei     | 1871–1911 |
|         | Ibedul Louch    | 1911–1917 |
|         | Ibedul Tem      | 1917–1943 |
|         | Mariur          | 1943–1958 |
|         | Ngoriakl        | 1958–1972 |
|         | Yutaka Gibbons  | 1973–4. November 2021 |
|         | Alexander Merep | 22. Februar 2022- |